# Collegio elettorale di Monza I
Il collegio elettorale di Monza I è stato un collegio elettorale uninominale del Regno di Sardegna.

## Storia
Il collegio uninominale venne istituito nel 1859 in seguito all’annessione della Lombardia alla monarchia costituzionale di re Vittorio Emanuele II. Comprendeva Monza città, coi comuni di Vedano, Biassono, Macherio del mandamento di Monza 2°, e cogli altri comuni dello stesso mandamento che sono sulla sinistra del Lambro.

## Dati elettorali
Nel collegio si svolsero le votazioni per la VII legislatura.
| Partito                            | Partito                            | Candidato                          | Risultati 25 marzo 1860 | Risultati 25 marzo 1860 |
| Partito                            | Partito                            | Candidato                          | Voti                    | %                       |
| ---------------------------------- | ---------------------------------- | ---------------------------------- | ----------------------- | ----------------------- |
|                                    | Destra storica                     | Andrea Lissoni                     | 154                     | 67,54                   |
|                                    | Sinistra storica                   | Paolo Carlo Turati                 | 66                      | 28,95                   |
|                                    | —                                  | Voti dispersi                      | 8                       | 3,51                    |
|                                    |                                    |                                    |                         |                         |
| Iscritti                           | Iscritti                           | Iscritti                           | 444                     | 100,00                  |
| ↳ Votanti (% su iscritti)          | ↳ Votanti (% su iscritti)          | ↳ Votanti (% su iscritti)          | 228                     | 51,35                   |
| ↳ Voti validi (% su votanti)       | ↳ Voti validi (% su votanti)       | ↳ Voti validi (% su votanti)       | 228                     | 100,00                  |
| ↳ Schede non valide (% su votanti) | ↳ Schede non valide (% su votanti) | ↳ Schede non valide (% su votanti) | 0                       | 0,00                    |
| ↳ Astenuti (% su iscritti)         | ↳ Astenuti (% su iscritti)         | ↳ Astenuti (% su iscritti)         | 216                     | 48,65                   |